# Іст-Лекаваннок Тауншип (округ Мерсер, Пенсільванія)
Іст-Лекаваннок Тауншип (англ. East Lackawannock Township) — селище (англ. township) в США, в окрузі Мерсер штату Пенсільванія. Населення — 1669 осіб (2020).

## Демографія
Згідно з переписом 2010 року, у селищі мешкали 1682 особи в 637 домогосподарствах у складі 471 родини. Було 676 помешкань
Расовий склад населення:
| - 98,3 % — білих - 0,7 % — чорних або афроамериканців - 0,4 % — азіатів |

До двох чи більше рас належало 0,5 %. Частка іспаномовних становила 0,5 % від усіх жителів.
За віковим діапазоном населення розподілялося таким чином: 24,5 % — особи молодші 18 років, 56,4 % — особи у віці 18—64 років, 19,1 % — особи у віці 65 років та старші. Медіана віку мешканця становила 44,7 року. На 100 осіб жіночої статі у селищі припадало 96,7 чоловіків;  на 100 жінок у віці від 18 років та старших — 98,7 чоловіків також старших 18 років.
Середній дохід на одне домашнє господарство  становив 66 466 доларів США (медіана — 60 481), а середній дохід на одну сім'ю — 76 376 доларів (медіана — 67 404). Медіана доходів становила 47 986 доларів для чоловіків та 35 132 долари для жінок. За межею бідності перебувало 10,0 % осіб, у тому числі 21,1 % дітей у віці до 18 років та 7,1 % осіб у віці 65 років та старших.
Цивільне працевлаштоване населення становило 733 особи. Основні галузі зайнятості: освіта, охорона здоров'я та соціальна допомога — 21,7 %, виробництво — 17,1 %, науковці, спеціалісти, менеджери — 8,6 %, мистецтво, розваги та відпочинок — 8,2 %.